# Steropleurus panteli
La somareta de Montsant (Steropleurus panteli) es una especie de ortóptero endémico de la sierra de Montsant.